# Ar Redadeg
Ar Redadeg (« La Course » en breton) est une course à pied de relais à travers la Bretagne, destinée à populariser la pratique de la langue bretonne. La première édition a lieu en mai 2008. Les éditions suivantes ont lieu tous les deux ans. Ar Redadeg est aussi le nom de l'association créée pour organiser cette course. Elle est basée à Mordelles (Ille-et-Vilaine).

## Principe
En 2008, à l'occasion de l'anniversaire des 30 ans d'existence des écoles Diwan, divers événements festifs et culturels sont organisés. La course bretonnante, qui s'est déroulée la première année pendant trois jours et trois nuits, est calquée sur la Korrika, organisée tous les deux ans depuis 1980 par l'association d'enseignement du basque Alfabetatze Euskalduntze Koordinakundea (AEK), sur 2 300 km, dans les pays bascophones d'Espagne et de France. La Catalogne court aussi depuis 1995 avec le Correlengua et en Galice, la Correlingua est organisée depuis 2005. Depuis, est née en 2010 la Rith en Irlande et le Pays de Galles a créé en 2014 la Ras yr iaith. Un réseau européen des courses-relais en faveur des langues voit le jour en 2018 ; baptisée EuroKorrika, sa charte est ratifiée par huit délégations le jour du départ de la Redadeg à Quimper.

Slogan « Brezhoneg ha Plijadur ! »

La « course pour la langue bretonne » est un acte sportif, mais ce n'est pas une compétition. C'est avant tout un événement destiné à promouvoir l'apprentissage et le développement du breton en lui donnant une visibilité dans un cadre sportif, festif et convivial. Le slogan est « Brezhoneg ha plijadur » (du breton et du plaisir). L'objectif de la course est présenté comme un moyen de « parcourir les cinq départements bretons en portant et en transmettant un témoin, symbole de la langue bretonne, de main en main tout comme la langue est transmise de génération en génération. » Chaque année, les kilomètres courus sont préalablement vendus à des entreprises, associations et particuliers désireux de soutenir le breton. Les bénéfices obtenus sont utilisés pour soutenir plusieurs projets au profit de la langue bretonne. Un message en breton est enfermé dans un bâton-témoin, lu à l'arrivée, avant d’ouvrir une grande fête culturelle.

## Historique

### Redadeg 2008

Logo de l'association

En mai 2008, la première Redadeg, longue de 600 km, part de Nantes pour arriver à Carhaix. Elle est au profit des écoles Diwan, à l'occasion de leur trentième anniversaire. Les écoles, les parents, les élèves, les autres associations pour la promotion du breton (Div Yezh et Dihun) et les amis participent à l'organisation de cet événement culturel et populaire. La course s'effectue au rythme à peu près constant de 9 km/h et traverse des communes où existent des écoles en breton. Un témoin passe de main en main tout au long du parcours et le message que ce témoin renferme, un poème de Nolwenn Korbell, est lu à l'arrivée, à Carhaix. Ce poème est devenu une chanson de Nolwenn Korbell sous le nom de Hir eo an hent. De plus, cent-vingt collégiens de Diwan Kemper jouent la pièce comique « Nominoé-Oé » de Jakez Riou mise en scène par Ar Vro Bagan et les collégiens proposent sur scène une suite de danses qui se terminent par un rap préparé par cinq jeunes rappeurs.
Les organisateurs estiment que 10 000 personnes ont participé à la Redadeg en 2008.

### Redadeg 2010
La Redadeg 2010, longue de 1 200 km, part de Rennes le lundi 10 mai 2010. L'itinéraire est tracé de manière à passer dans les cinq départements bretons (région Bretagne et Loire-Atlantique). Les principales villes traversées sont Redon, Nantes, Vannes, Lorient, Quimper, Plougastel, Le Relecq-Kerhuon, Guipavas, Lesneven, Morlaix, Lannion et Guingamp. L'arrivée a lieu à Pontivy, le 15 mai. Les enfants y reprennent l'hymne écrit par les collégiens Diwan de Vannes avec les Ramoneurs de menhirs.
En 2010, le nombre de participants est estimé à 15 000 avec une progression de 30%. Les 92 000 euros de bénéfices sont répartis pour moitié à Diwan, l'autre moitié étant versée au profit de projets qui participent à l'usage et à la transmission de la langue bretonne au quotidien.

### Redadeg 2012
La Redadeg 2012 se court du 13 au 19 mai, sur 1 548 km. Elle part de Brest, passe par Saint-Malo, Rennes et Nantes, et arrive à Douarnenez. Au total, la course réalise 146 000 euros de bénéfices.

### Redadeg 2014
La Redadeg 2014 a eu lieu de Morlaix le 24 mai 2014 à Glomel le 31 mai où elle a été accueillie au cœur du Festival international de la clarinette populaire. La lecture du poème d'une jeune néo-bretonnante Galloise, Lleuwen Steffan, devant les deux mille coureurs, a été vécue par les participants comme un moment fort. Les recettes ont permis de redistribuer 125 000 €.

### Redadeg 2016

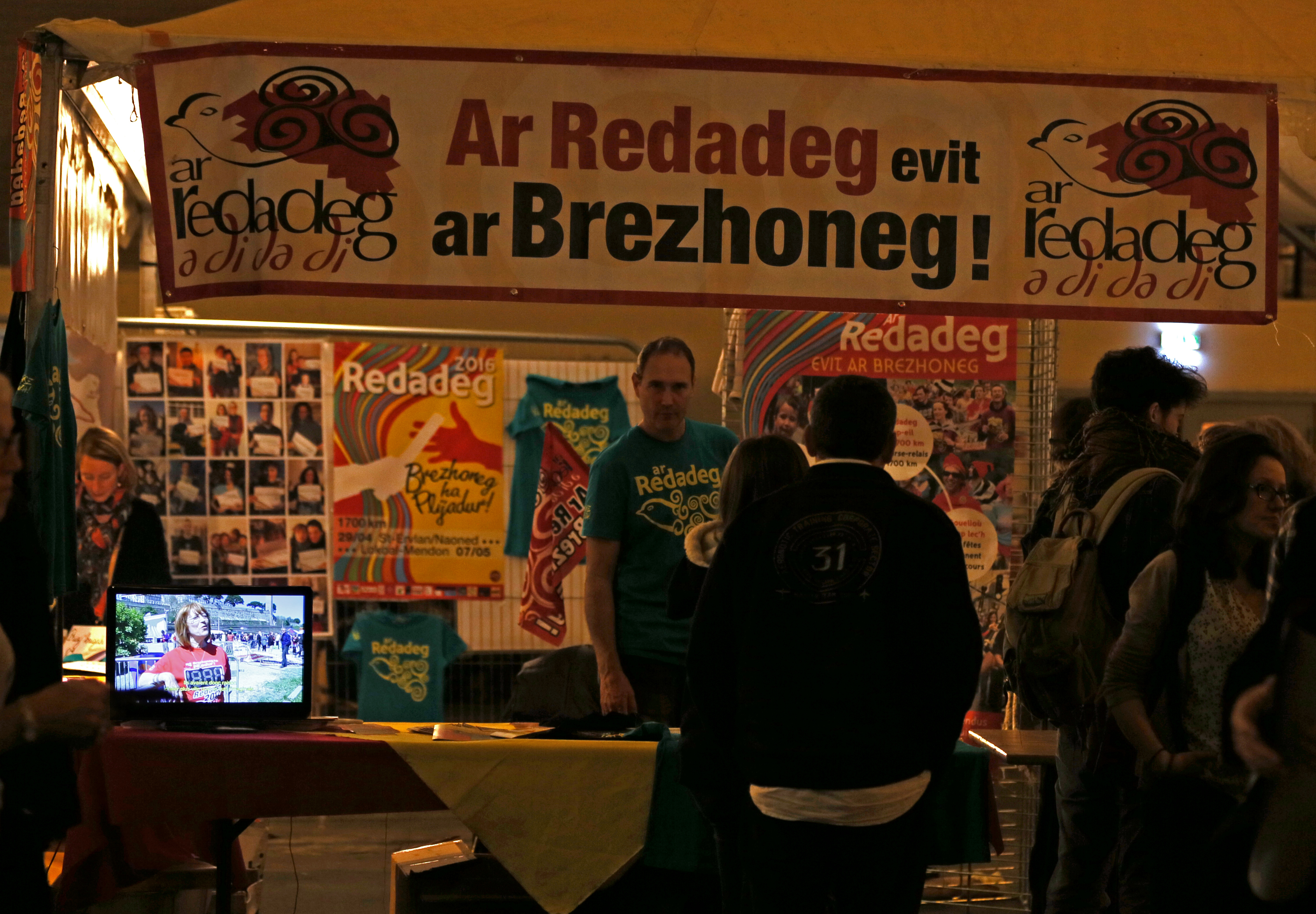
Stand lors du festival Yaouank 2015 à Rennes

L'édition de 2016 relie Saint-Herblain à Locoal-Mendon et se déroule du 29 avril au 7 mai. Le parcours total est de 1 700 km et passe notamment par Nantes, Rennes, Vitré, Dinan, Saint-Brieuc, Lannion, Guingamp, Carhaix-Plouguer, Morlaix, l'île de Batz, Landerneau, Châteaulin, Quimper, Lorient, Hennebont et Vannes. Ce parcours a rassemblé 10 à 15 000 coureurs sur les routes bretonnes et la vente de kilomètres a rapporté 215 068 €, ce qui a permis de financer des projets à hauteur de 124 000 €.
Des célébrités apportent leurs messages de soutiens dans un clip réunissant Alan Stivell, Yann Tiersen, Armel Le Cléac'h, Yvan Le Bolloc'h, Gustave Kervern... L'arrivée ayant lieu le même jour que les 30 ans du trophée Roñsed-Mor, le défi des bagadoù a été de rassembler 1 700 sonneurs pour le dernier kilomètre.

### Redadeg 2018

Le tracé du parcours 2018

L'édition de 2018 relie Quimper à Plouguerneau du 4 au 12 mai. Le parcours total est de 1 800 km et traverse 300 communes. Le thème Brezhoneg liesliv ("breton multicolore") a pour objectif de mettre en avant la richesse des parlers bretons sur le territoire, en soutenant divers projets et initiatives.
Dans deux clips vidéo, des personnalités, bretonnes ou non, appellent à soutenir cette course, parmi eux : Dan Ar Braz, Miossec, Gilles Servat, Gérard Jugnot, Antoine de Caunes, Warren Barguil, Christian Gourcuff, François Morel, Nolwenn Leroy, François-Xavier Demaison, Cali, Irène Frain, Romain Danzé...
Le départ est marqué par la présence du jeune Fañch dont la famille se bat contre l'état civil depuis mai 2017 pour faire accepter le « ñ tilde » de son prénom (affaire Fañch).
Le message contenu dans le bâton-témoin était écrit par Yann-Fañch Kemener (décédé du cancer quelques mois après), et a été lu à l'arrivée par des bénévoles de la Redadeg aux parlers bretons différents.

### Redadeg 2020
La course prévoit de partir de Carhaix-Plouguer le 15 mai et de rallier Guingamp le 23 mai 2020. En raison de l'épidémie du coronavirus, la décision est prise le 21 mars d'annuler l'organisation de l'événement tel qu'il était prévu. Cette course a été reportée en 2021.

### Redadeg 2021
L'édition 2020, courue en 2021, conserve son organisation initiale au départ de Carhaix-Plouger le 21 mai, pour rallier Guingamp le 29 mai. En raison d'un couvre-feu national, la course s'arrêtait tous les jours à 21h pour reprendre le jour suivant à 6h. Les kilomètres de nuit vendus aux contributeurs de la course étaient courus virtuellement. Le principe étant de courir son kilomètre pendant les horaires de sorties autorisées, de se filmer puis de publier ses vidéos sur les réseaux sociaux durant les horaires du couvre-feu.
L'organisation a été très difficile et les principes fondamentaux ont malgré tout été respectés. Le message, encore tenu secret au moment du départ de la place du Champ de Foire à Carhaix-Plouger a été inséré dans le bâton-témoin. La particularité de cette édition était que ce bâton-témoin, symbole de la Redadeg, reste visible et accroché à l'arrière du véhicule d'animation. Chaque coureur et contributeur avait en main, un bâton-témoin fourni par l'organisation, à imprimer et à fabriquer. Le dossard numéroté, quant à lui, était également à imprimer par chaque coureur.
Les programmes d'animations culturelles des fêtes de départ et d'arrivée ont été allégées au vu des restrictions sanitaires.
La lecture du message contenu dans le bâton-témoin fût très émouvante sur la scène installée dans le kiosque du jardin public de Guingamp. Un poème écrit et lu par Tomaz Laken et Gwenola Coïc.
Le thème de l'année était "Deus 'ta Mignon" (Viens mon ami) et soutenu par la chanson officielle conçue et chantée par la groupe Lies.
Le protocole d'arrivée s'est terminé par la remise des chèques au Réseau Diwan et aux projets 2020 soutenus et pour finir, l'organisation a annoncé et présenté le parcours 2022.

### Redadeg 2022
L'édition 2022 relie Vitré à Vannes du 20 au 28 mai. L'équipe organisatrice est ravie de retrouver son format initial et de courir de jour comme de nuit malgré le pari de l'organiser en une seule année de préparation. Au départ de la place du Château de Vitré, le parcours totalise 2022 km et passe par Rennes, Redon, Nantes, Saint-Nazaire, Guérande, la Presqu'île de Rhuys, Lorient, Quimper, Carhaix-Plouger, Brest, Morlaix, Guingamp, Saint-Brieuc, Mûr-de-Bretagne et le Port de Vannes pour la lecture du message du bâton-témoin et le lieu de fête d'arrivée.
La Redadeg 2022 a été marquée par des initiatives locales comme la traversée du Golfe du Morbihan avec les Sinagots de l'association Les Amis du Sinagot, la fête à Locmariaquer, les courses sur l'île de Groix et Belle-île-en-mer, un fest-noz a Paimpol et différentes animations comme à Carhaix-Plouger, Rostrenen et Questembert.
Comme à son habitude, la découverte des écrivains et écrivaines du message contenu dans le bâton-témoin s'est effectuée sur le dernier kilomètre situé devant la mairie de Vannes. Il a été écrit par Maina Audran et Ninnog Louis sous un ton très poétique et lu par elles-mêmes sur la scène pour lancer les festivités.
Le thème de l'année "Breizh a bep reizh" (Bretagne en tout genre) a pour objectif de sensibiliser à la notion d’égalité et du savoir vivre ensemble, de montrer la richesse linguistique, sociale et de genre amenée par la mise en valeur de nos différences.

### Redadeg 2024

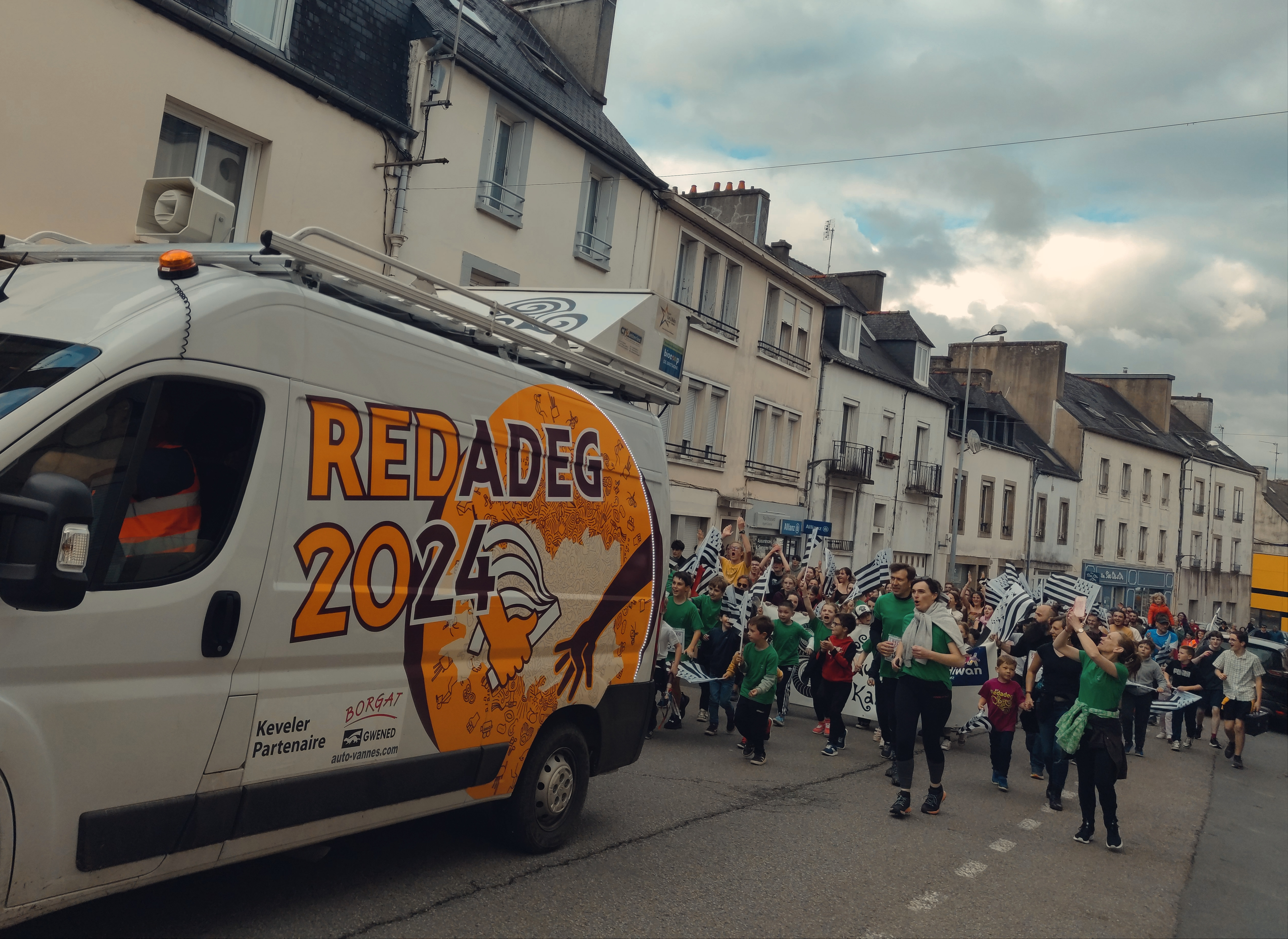
Passage de la course le 23 mai 2024 à Carhaix.

L'édition 2024 a eu lieu du 17 au 25 mai de la Pointe du Raz à Morlaix sur un parcours de 2222 km à travers la Bretagne cinq départements.

## Chansons
La Redadeg a suscité la création de nombreuses chansons à danser et à courir.
Les chansons officielles de la Redadeg :

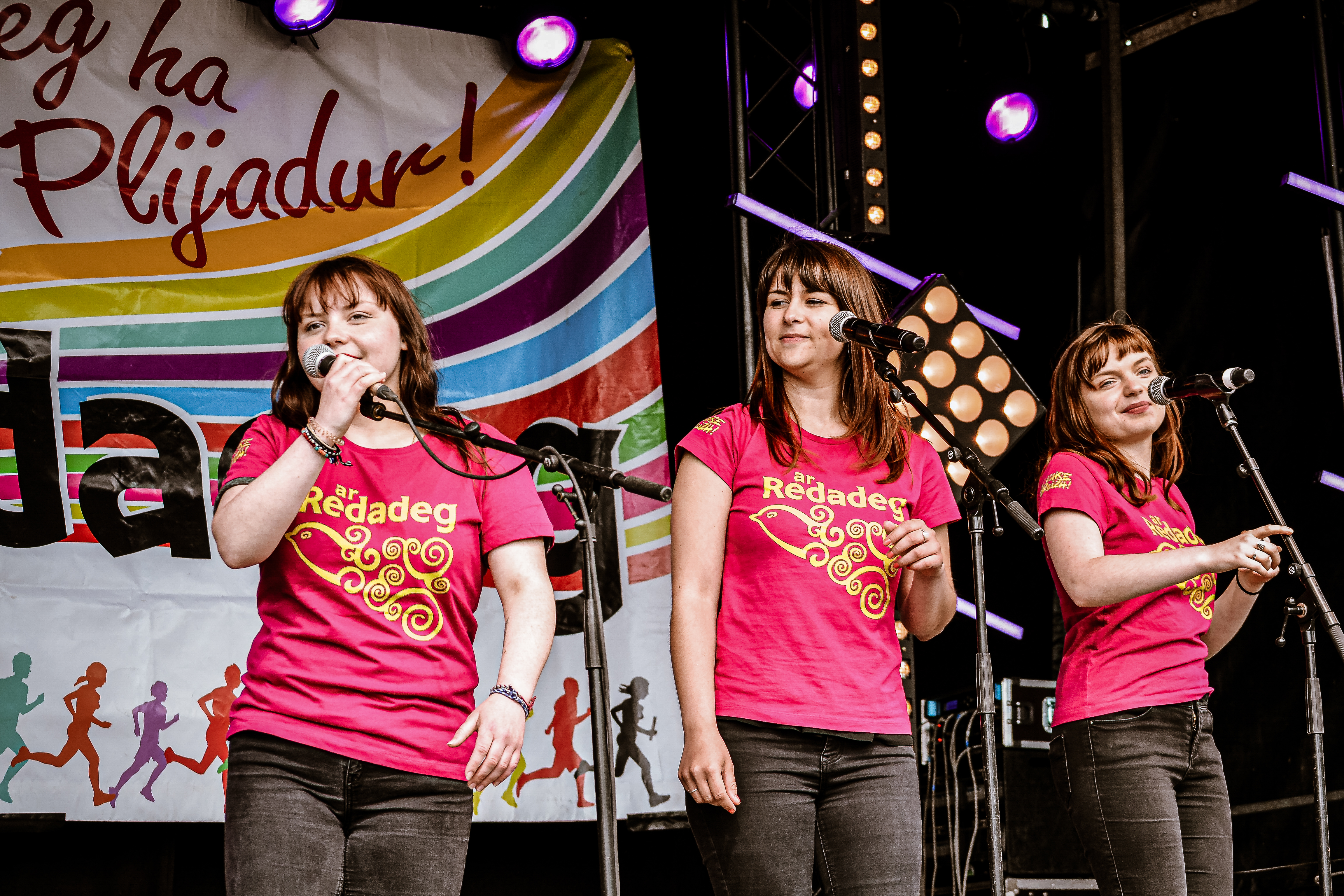
Penn Salsardin sur scène pour chanter Betek an trec'h à l'arrivée à Plouguerneau en 2018.

- Penn Salsardin sur scène pour chanter Betek an trec'h à l'arrivée à Plouguerneau en 2018.Gweltaz Adeux (ex-EV), a composé la chanson officielle de la Redadeg 2008, chantée par les élèves de Diwan Roazhon ;
- Redadeg 2010 écrite et interprétée par les élèves du Collège Diwan de Vannes, accompagnés par les Ramoneurs de menhirs ;
- Dom Duff a écrit et composé Foeter Breizh, la chanson de la Redadeg 2012 ;
- Alambig Elektrik a composé la chanson de la Redadeg 2014, An Alambadeg ;
- Le collège Diwan de Vannes est choisi par les internautes pour la Redadeg 2016, avec Huch ’ta Redadeg ;
- Trois jeunes chanteuses (Marine Lavigne, Aude Moalic et Sterenn Le Guillou) du trio Penn Salsardin interprètent la chanson officielle de la Redadeg 2018, Betek an trec’h ("Jusqu'à la victoire") composée par Brendan De Roeck, du duo Bobby & Sue[34] ;
- Le groupe Liès écrit une chanson sur le thème 2020 « Deus’ta mignon » (viens mon ami), Dait ’ta ma mignoned[35].

De nombreuses autres chansons ont été créées pour l'occasion lors des différentes éditions. Une compilation est éditée pour les 10 ans regroupant de nombreux artistes parmi lesquels Nolwenn Korbell, Dom Duff, Arvest, Clarisse Lavanant, Yann Tiersen ou les Ramoneurs de menhirs.